# Arthur Piaget
Pour les articles homonymes, voir Piaget.
 (janvier 2022).
Arthur Édouard Piaget, né le 25 novembre 1865 à Yverdon-les-Bains et mort le 15 avril 1952 à Neuchâtel, est un archiviste et historien suisse.

## Biographie
Il est fils de Frédéric Piaget (1830-1884), directeur d'une fabrique d'horlogerie, et de sa femme Marie Adèle Allisson (1826-1909). Il épouse en 1895 Rebecca Susanne Jackson, institutrice, fille de William Fritz Jackson et de sa femme Anne Jeanne Viallet. Ils seront les parents de Jean Piaget.
Après avoir obtenu successivement son baccalauréat à Lausanne en 1884, une licence à l'Académie de Neuchâtel en 1887 et une thèse ès lettres à l'Université de Genève en 1888, il part à Paris pour l'école pratique des hautes études, où il est l'élève de Gaston Paris et Gabriel Monod. Il en ressort avec un diplôme de sciences historiques et philologiques en 1890.
Nommé professeur de langues et littératures romanes à l'académie de Neuchâtel de 1895 à 1935, où il a notamment comme élève Gabrielle Berthoud avec qui il rédige un ouvrage critique consacré au livre des martyrs de Jean Crespin paru en 1564 qui recense les protestants ayant subi le martyre pour leur foi. 
Il est également archiviste d'État au sein des archives de l'État de Neuchâtel de 1898 à 1935. Il lance en 1904, la collection des "Inventaires et documents inédits". Pendant la même période, il est responsable du séminaire d'histoire de la réformation de la faculté de théologie de l'académie de Neuchâtel, puis de l'Université de Neuchâtel. En 1909, il est nommé comme premier recteur de l'Université de Neuchâtel et occupe ce poste jusqu'en 1911.

## Publications
Cette bibliographie recense trop d'ouvrages (janvier 2022). Les ouvrages doivent être de « référence » dans le domaine du sujet de l'article. Il peut être souhaitable de les insérer dans une référence et de les enlever de la section « bibliographie ». Il peut être également utile de créer un article bibliographique spécifique.
- Martin Le Franc, prévôt de Lausanne, 1888
- Pierre Michault et Michault Taillevent dans Romania, 1889
- Oton de Granson et ses poésies dans Romania, 1890
- Chronologie des Épistres sur le Roman de la Rose dans les Études romanes dédiées à Gaston Paris, 1891
- La Cour amoureuse dite de Charles VI dans Romania, 1891
- Une édition gothique de Charles d'Orléans dans Romania, 1892
- Michaut pour Machaut dans Romania, 1892
- La Quistione d'amore de Carlo del Nero dans Romania, 1892
- La Chanson piteuse et les autres poésies françaises attribuées à Olivier Maillard dans les Annales du Midi, 1893
- Huitains inédits de Martin Le Franc sur Jeanne d'Arc dans Le Moyen âge, 1893
- Jean de Garancières dans Romania, 1893
- Simon Greban et Jacques Milet dans Romania, 1893
- Une supercherie d'Antoine Vérard dans Romania, 1893 (avec Émile Picot)
- Trois poèmes inédits d'Oton de Granson dans la Revue historique vaudoise, 1893
- L'épitaphe d'Alain Chartier dans Romania, 1894
- Notice sur le manuscrit 1727 du fonds français de la Bibliothèque nationale dans Romania, 1894
- Pierre Chastelain dit Vaillant dans Romania, 1894
- Un poème de Baudet Herenc dans Romania, 1894
- La Chronique des chanoines de Neuchâtel dans le Musée neuchâtelois, 1896
- Littérature didactique et Sermonnaires et traducteurs dans l' Histoire de la langue et de la littérature française des origines à 1900, t. II, 1896
- Un prétendu manuscrit autographe d'Alain Chartier dans Romania, 1896
- La Bibliothèque des comtes de Neuchâtel dans le Musée neuchâtelois, 1897
- Documents inédits sur Guillaume Farel et sur la Réformation dans le comté de Neuchâtel dans le Musée neuchâtelois, 1897
- Le Livre messire Geoffroi de Charni dans Romania, 1897
- Prières et secrets dans le Musée neuchâtelois, 1897-1898
- Le Chapel des fleurs de lis par Philippe de Vitri dans Romania, 1898
- Le Chemin de vaillance de Jean de Courcy et la non-élision des l'e des polysyllabes aux XIVe et XVe siècles dans Romania, 1898
- Note sur le Livre de vie du chapitre des chanoines de l'Église collégiale de Neuchâtel dans le Musée neuchâtelois, 1898
- Quelques vers du cardinal Pierre d'Ailli dans Romania, 1900
- La Belle dame sans merci et ses imitations dans Romania, 1901-1904
- Les Manuels du Conseil de la ville de Neuchâtel dans le Musée neuchâtelois, 1901-1902
- Octrois de schild dans le Musée neuchâtelois, 1901
- La Rébellion du Landeron en 1561 dans le Jahrbuch für schweizerische Geschichte, 1901
- Les Balles du Temple de la Côte-aux-Fées dans le Musée neuchâtelois, 1902
- La bienfaisance neuchâteloise en 1800 dans le Musée neuchâtelois, 1902
- Les Camisards à Cortaillod et à Lausanne dans le Musée neuchâtelois, 1902
- Un manuscrit de la Cour amoureuse de Charles VI dans Romania, 1902
- Poésies françaises sur la bataille de Marignan dans les Mémoires et documents publiés par la Société d'histoire de la suisse romande, 1902
- Comptes de construction des Halles de Neuchâtel dans le Musée neuchâtelois, 1903
- Coupe offerte par la ville de Neuchâtel à la jeunesse de Berne en 1616 dans le Musée neuchâtelois, 1903
- Placet présenté au roi de Prusse, en 1842, pour le rétablissement de la Société de tir des Armes-Réunies dans le Musée neuchâtelois, 1903
- Revues militaires à Neuchâtel au XVe et au XVIe siècle dans le Musée neuchâtelois, 1903-1905
- Le Temps recouvré, poème de Pierre Chastellaine composé à Rome en 1451 dans les Atti dei Congresso internazionale di scienze storiche di Roma, 1-9 aprile 1903, 1904
- Complaintes populaires dans le Musée neuchâtelois, 1906
- Documents sur les biens d'Église, 1530-1848 dans le Rapport du Conseil d'État au Grand Conseil sur les biens ecclésiastiques, 1906
- Documents inédits sur la Réformation dans Le Pays de Neuchâtel, 1909
- Histoire de la Révolution neuchâteloise, 1909-1931
- Le Songe de la barge de Jean de Werchin, sénéchal de Hainaut dans Romania, 1909
- Ballades de Guillebert de Lannoy et de Jean de Werchin dans Romania, 1910
- François-Victor-Jean, baron de Lespérut dans le Musée neuchâtelois, 1910
- Deux dialogues satiriques sur la Révolution de 1831 par César-Henri Monvert dans le Musée neuchâtelois, 1911-1912
- Un lapsus calami dans le Musée neuchâtelois, 1911
- Les portraits Guillebert et Guinand dans le Musée neuchâtelois, 1911
- Trois lettres inédites de Christophe Fabri dans le Bulletin de la Société de l'histoire du protestantisme français, 1911
- La Cession de Neuchâtel en 1806, sa reprise en 1814, Neuchâtel, 1912
- Le Château de Valangin et le Grand Frédéric dans le Musée neuchâtelois, 1912
- La Complainte du prisonnier d'Amours dans les Mélanges offerts à M. Émile Picot, 1913
- Portraits d'Ami-Jean-Jacques Landry et d'Alphonse Bourquin dans le Musée neuchâtelois, 1913
- Marie-Anne Calame et le Conseil d'État de la Principauté dans le Musée neuchâtelois, 1913
- Point d'argent, point de Suisse dans le Musée neuchâtelois, 1915
- Une société pour l'avancement des études dans la Principauté de Neuchâtel et Valangin en 1815 dans le Musée neuchâtelois, 1916
- Gonzalve Petitpierre, agent secret du Gouvernement royaliste, 1843-1845 dans le Musée neuchâtelois, 1917
- Histoire d'une promesse dans Le cinquantenaire de l'Académie de Neuchâtel, 1917
- Nicolas de Flue et Philippe de Hochberg dans le Musée neuchâtelois, 1917
- Les Neuchâtelois et Soleure en 1756 dans le Musée neuchâtelois, 1918 (avec Paul de Pury)
- Notes sur le Crêt-Vaillant dans le Musée neuchâtelois, 1918
- Deux rétractations dans le Musée neuchâtelois, 1919
- Eugène-Alphonse Armand dans le Musée neuchâtelois, 1920
- Une lettre de Benoît Tixier aux Quatre Ministraux dans le Musée neuchâtelois, 1920
- Portraits de Mylord Maréchal et d'Emetulla dans le Musée neuchâtelois, 1920 (avec Paul de Pury)
- Portraits des rois de Prusse au château de Neuchâtel dans le Musée neuchâtelois, 1920
- Une lettre du médecin Claude Olivier aux Quatre Ministraux dans le Musée neuchâtelois, 1921
- Les Neuchâtelois à la Diète de Langenthal, 12-20 décembre 1707 dans la Revue d'histoire suisse, 1921
- Un nom de famille neuchâtelois au XVe siècle dans le Musée neuchâtelois, 1921
- Un orfèvre neuchâtelois dans le Musée neuchâtelois, 1921 (avec Léon Montandon)
- Le portier du château de Neuchâtel en 1430 dans le Musée neuchâtelois, 1921
- Les Princes de Georges Chastelain dans Romania, 1921
- Talons de bois dans le Musée neuchâtelois, 1921
- Les bains de Neuchâtel en 1430 dans le Musée neuchâtelois, 1922
- Le cuisinier de Jean de Fribourg dans le Musée neuchâtelois, 1922
- Discours prononcé aux funérailles de Philippe Godet dans les Hommages à Philippe Godet, 1922
- Le docteur Nicolas de Forges dans le Musée neuchâtelois, 1922
- La duchesse de Nemours à la Neuveville et l'assassinat du marquis de Saint-Micaud dans le Musée neuchâtelois, 1922
- Le fou de Jean de Fribourg dans le Musée neuchâtelois, 1922
- Le noble jeu de la grande épée dans le Musée neuchâtelois, 1922
- Philippe Godet (1850-1922) dans Le jeune citoyen, 1922
- Un rondeau du XVe siècle dans le Musée neuchâtelois, 1922
- Les royalistes neuchâtelois et l'empereur de Russie dans le Musée neuchâtelois, 1922
- Discours prononcé à la séance solennelle de la Sorbonne le samedi 27 octobre 1923 dans le Compte rendu des manifestations du centenaire d'A.-L. Breguet, 1923
- Les origines d'Abraham-Louis Breguet dans les Nouvelles étrennes neuchâteloises, 1923
- Histoire neuchâteloise dans Le Sapelot, 1924
- Pierre de Nesson et ses œuvres dans les Documents artistiques du XVe siècle, 1925 (avec Eugénie Droz)
- Apprentissage de notaire au XVIe siècle dans le Musée neuchâtelois, 1926
- Un bourgeois de Neuchâtel aux galères dans le Musée neuchâtelois, 1926
- Un centenaire : le Cercle de lecture de Neuchâtel, 1825-1925 dans le Musée neuchâtelois, 1926
- Les cerfs des Montagnes dans le Musée neuchâtelois, 1926
- Une députation à Bâle auprès des monarques alliés en janvier 1814 dans le Musée neuchâtelois, 1926
- Un mémoire secret de 1718 dans le Musée neuchâtelois, 1926
- Les Vaudois du Piémont et les Neuchâtelois : le capitaine Jean-Jacques Bourgeois dans le Musée neuchâtelois, 1926-1928
- Antoine Courant dans le Musée neuchâtelois, 1927
- Un permis de chasse de 1538 dans le Musée neuchâtelois, 1927
- Aymon de Montfaucon et sa cour littéraire dans les Mélanges de linguistique et de littérature offerts à Alfred Jeanroy, 1928
- Le Grand Jacques de Vautravers dans le Musée neuchâtelois, 1928
- Note sur les Mémoires attribués à Pierre de Pierrefleur, grand banderet d'Orbe dans la Revue historique vaudoise, 1928
- Origine du nom de La Chaux-de-Fonds dans le Musée neuchâtelois, 1928
- Un portrait d'Auguste Bille par César-Henri Monvert dans le Musée neuchâtelois, 1928
- Amusements de notaires dans le Musée neuchâtelois, 1929
- Deux notes sur le capitaine Jean-Jacques Bourgeois dans le Musée neuchâtelois, 1929
- Un Dézaley neuchâtelois dans le Musée neuchâtelois, 1929
- La duchesse de Nemours, à Valangin dans le Musée neuchâtelois, 1929
- Un exemplaire de la Bible d'Olivetan dans le Musée neuchâtelois, 1929
- Une lettre de Jacqueline de Rohan dans le Musée neuchâtelois, 1929
- Les blessures de Caudot dans le Musée neuchâtelois, 1930
- L'Église de Gap aux Quatre Ministraux dans le Musée neuchâtelois, 1930
- L'inscription de la Collégiale dans le Musée neuchâtelois, 1930[3]
- Les inscriptions latines de l'Évêché dans la Revue historique vaudoise, 1930
- Jean de Pury dans la Feuille centrale de la Société suisse de Zofingue, 1930
- Neuchâtel et Bourgogne dans le Musée neuchâtelois, 1930
- Notes sur le Livre des martyrs de Jean Crespin, 1930 (avec Gabrielle Berthoud)
- Auguste Bille dans sa prison dans le Musée neuchâtelois, 1931
- Bulletins politiques envoyés à Berlin par le gouvernement de la Principauté dans le Musée neuchâtelois, 1931
- Les chevrons et l'initiative des étudiants dans le Musée neuchâtelois, 1931
- Le 12 septembre 1831 au Val-de- Travers et le drapeau des insurgés dans le Musée neuchâtelois, 1931
- Joseph Boy de La Tour, galérien dans le Musée neuchâtelois, 1931
- Un lépreux du XVIIe siècle dans Musée neuchâtelois, 1931
- Plaidoyer pour Alphonse Bourquin dans le Musée neuchâtelois, 1931
- Le portrait de Charles-Paris d'Orléans en costume d'imperator dans le Musée neuchâtelois, 1931
- Un portrait de Sprecher de Bernegg représentant fédéral à Neuchâtel en 1831 dans le Musée neuchâtelois, 1931
- La tour neuve du donjon dans le Musée neuchâtelois, 1931
- L'abbaye de Citeaux et les comtes de Neuchâtel dans le Musée neuchâtelois, 1932
- Une lettre de Matile à Sydow relative aux Monuments de l'histoire de Neuchâtel dans le Musée neuchâtelois, 1932
- Les Mémoires du Grand banderet d'Orbe dans la Revue d'histoire suisse, 1932
- Le portrait de Farel dans le Musée neuchâtelois, 1932
- Recherches sur la tradition manuscrite de Villon : le manuscrit de Stockholm dans Romania, 1932 (avec Eugénie Droz)
- Le château de Neuchâtel et la bise en 1496 dans le Musée neuchâtelois, 1933
- Ernest de Metternich dans le Musée neuchâtelois, 1933
- Les Jaquet, père et fils dans les Nouvelles étrennes neuchâteloises, 1933
- La peinture des fontaines de Neuchâtel en 1709 dans le Musée neuchâtelois, 1933
- Saint Guillaume, patron de Neuchâtel dans la Revue d'histoire suisse, 1933
- Clavel de Brenles et les troubles de 1768 dans le Musée neuchâtelois, 1934
- Le comte de Wartenberg dans le Musée neuchâtelois, 1934
- L'image Notre-Dame et la chapelle de l'hôpital dans le Musée neuchâtelois, 1934 (avec Jaqueline Lozeron)
- Jean de Fribourg et la goutte dans le Musée neuchâtelois, 1934 (avec Jaqueline Lozeron)
- Jean de Fribourg et le meurtre de Jean sans Peur dans les Festschrift Hans Nabholz, 1934.
- Neuchâtel et les boitons dans le Musée neuchâtelois, 1934
- Les premiers prêches de Farel à Neuchâtel dans le Musée neuchâtelois, 1934 (avec Jacques-Louis Roulet)
- Le sautier des Quatre Ministraux dans le Musée neuchâtelois, 1934
- Excommunication d'animaux au moyen âge dans le Musée neuchâtelois, 1935
- Une lettre d'Alexis-Marie Piaget, président du Gouvernement provisoire, à Frédéric de Pury, maire de la Sagne dans le Musée neuchâtelois, 1935
- Une lettre du procureur général de Rougemont à Pestalozzi dans le Musée neuchâtelois, 1935
- Un moulin à vent à la Sagne au XVIe siècle dans le Musée neuchâtelois, 1935
- Oton de Grandson, amoureux de la reine dans Romania, 1935
- La rampe d'escalier de l'hôtel de ville dans le Musée neuchâtelois, 1935
- Deux Mémoires sur la Réformation à Orbe, juillet 1531 dans les Études et documents inédits sur la Réformation en Suisse romande, Lausanne, 1936, et dans la Revue de théologie et de philosophie, 1936
- Le Grand Jacques de Vautravers écuyer du roi de France dans le Musée neuchâtelois, 1936
- Les ordonnances ecclésiastiques au Val-de-Travers au XVIIIIe siècle et leur application dans le Musée neuchâtelois, 1936 (avec Jacqueline Lozeron)
- Un poème inédit de Guillaume de Digulleville : le Roman de la fleur de lis dans Romania, 1936
- La révolution de 1831 : caricatures dans le Musée neuchâtelois, 1935-1939
- Le château de Champvent et le comte Louis de Neuchâtel dans le Musée neuchâtelois, 1937
- Croyances populaires dans le Musée neuchâtelois, 1937-1940
- Un factum du XVIe siècle contre les prédicants du pays de Neuchâtel dans le Musée neuchâtelois, 1937 (avec Jacqueline Lozeron)
- Les idoles de Métiers en 1560 dans le Musée neuchâtelois, 1937 (avec Jacqueline Lozeron)
- Le puits de la rue des Halles dans le Musée neuchâtelois, 1937
- Le saint patron de l'église de la Chaux-de-Fonds dans le Musée neuchâtelois, 1937
- Le cénotaphe de la Collégiale dans avec illustrations) dans le Musée neuchâtelois, 1938
- Le château de Betoncourt dans le Musée neuchâtelois, 1938 (avec Jacqueline Lozeron)
- Visite pastorale de l'archevêque de Besançon en 1807 dans le Musée neuchâtelois, 1938
- À propos du château de Champvent dans le Musée neuchâtelois, 1939
- Le Consistoire seigneurial de Valangin au XVIe siècle dans le Musée neuchâtelois, 1939-1940 (avec Jacqueline Lozeron)
- La fête Napoléon de 1817 dans le Musée neuchâtelois, 1939
- Un manuscrit de Farel dans le Musée neuchâtelois, 1939
- La révolution de 1848 vue des Verrières : extrait du Journal d'Aimé-Constant Delachaux dans le Musée neuchâtelois, 1939
- Vuillafans-le-Neuf et Conrad, de Fribourg dans le Musée neuchâtelois, 1939
- Les deux châteaux de Neuchâtel au XIVe siècle dans le Musée neuchâtelois, 1940 (avec Jacqueline Lozeron)
- Le monument de la République dans le Musée neuchâtelois, 1940
- Quatre lettres du général de Pfuel tirées des archives de Berlin dans le Musée neuchâtelois, 1940
- Oton de Grandson, sa vie et ses poésies, Lausanne, 1941
- Le château de Rochefort aux XIVe et XVe siècles dans le Musée neuchâtelois, 1942 (avec Jacqueline Lozeron)
- Deux lettres sur la révolution de 1831 dans le Musée neuchâtelois, 1942
- Étudiants neuchâtelois à Strasbourg en 1543 dans le Musée neuchâtelois, 1942
- L'Histoire de l'art en Suisse et le château de Neuchâtel dans le Musée neuchâtelois, 1942 (avec Jacqueline Lozeron)
- Philippe de Hochberg et le Saint Empire Romain dans le Musée neuchâtelois, 1943
- Prisonniers de guerre au château de Vaumarcus en 1438 dans le Musée neuchâtelois, 1943
- L'avocat Bille et le commissaire fédéral Henri Monod dans le Musée neuchâtelois, 1944
- L'enlèvement de Proserpine : poème français du XVIe siècle dans les Mélanges offerts à Max Niedermann, 1944
- La Révolution neuchâteloise de 1831 vue de Fiez dans les Mélanges d'histoire et de littérature offerts à Charles Gilliard, 1944
- Testament d'un ermite bourgeois de Neuchâtel au XVe siècle dans le Musée neuchâtelois, 1944
- Autodafé d'un sorcier dans le Musée neuchâtelois, 1945
- Les tentatives de rupture de Neuchâtel avec la Suisse dans le Musée neuchâtelois, 1948 (avec Léon Montandon)
- Vie religieuse dans Le Pays de Neuchâtel, vol. 7, 1948 (avec Maurice Neeser et Marc DuPasquier)

## Sources
- Alexandre Dafflon, « Piaget, Arthur » dans le Dictionnaire historique de la Suisse en ligne, version du 29 novembre 2010.
- de Tribolet, Maurice, « Arthur Piaget : philologue, archiviste et historien », dans Biographies neuchâteloises, tome 4,p.229, Hauterive, G.Attinger, 2005
- Fonds Arthur Piaget [0,4 ml].  Cote : ARPI. Bibliothèque publique et universitaire de Neuchâtel (présentation en ligne).
- Fonds : Arthur Piaget (1893-1942).  Cote : PIAGET ARTHUR. Archives de l'État de Neuchâtel (présentation en ligne).